# Ullucus
Ullucus tuberosus (Quechua ulluku (u:ju:ku), spanske stavemåder olluco, ulluco, elle milluku, hispanicized melloco) er en plante, der dyrkes primært som en rodfrugt, sekundært som en grøntsag. Planten kaldes på spansk også papalisa. Ullucus tuberosus er den eneste art i familien Ullucus.
Ulluku er en af de mest dyrkede og vigtigste afgrøder i Andesregionen i Sydamerika og overgås i betydning kun af kartoflen. Den kendes under det almindelie navn papa lisa, men også under regionale navne som milluku og ulluku (Bolivia, Ecuador, Peru), chugua (Colombia) eller ruba (Venezuela). Blade og stængler er spiselige på samme måde som spinat. De har et højt indhold af protein, calcium og karotin. Papalisa var anvendt af inkaerne før spaniernes ankomst til Sydamerika.

## Anvendelse
Ullucus er en sprød rodfrugt, der bevarer sin sprødhed også efter at være blevet varmebehandlet. På grund af et højt vandindhold er frugten ikke egnet til stegning eller bagning, men kan koges som en kartoffel. Den anvendes i gryderetter, herunder i den traditionelle peruvianske ret olluquito con ch'arki og som basisingrediens i den traditionelle colombianske ret cocido boyacense. De skæres normalt i tynde både.

## Eksterne links
- Wikimedia Commons har flere filer relateret til Ullucus